# 坎普风
坎普风（Camp）是一种将使观者感到荒谬滑稽作为作品迷人与否评判标准的艺术感受。“Camp”一词来源于法语中的俚语“se camper”，意为“以夸张的方式展现”。1909年，“Camp”第一次出现在印刷品中，并在《牛津英语词典》中被定义为“豪华铺张的、夸张的、装模作样的、戏剧化的、不真实的”同时，该词也有“带有女性气息或同性恋色彩的”的含义。20世纪70年代中期，该词的含义则被定义为“过度陈腐、平庸、狡诈和铺张以至于产生了反常而复杂的吸引力”。

## 坎普的起源与发展
若要追溯坎普的历史，最早可以回到十六世纪文艺复兴时期的意大利及当时的手法主义画家罗梭、卡拉瓦乔等人。1527年罗马城遭到洗劫，文艺复兴全盛期不复。在此后的半个多世纪，手法主义艺术兴起。其特征便是脱离了文艺复兴的和谐之美，其强调构思上的复杂，重视技术上的质量，是坎普风格的早期体现，也是文艺复兴与稍后的经典坎普艺术——洛可可风格之间的桥梁。不过坎普最为可靠的起始点还是在十七和十八世纪之交。当时有着空前的对技巧、手法的执着追求，催生了对惟妙惟肖的绘画精神的极大鉴赏，同时善于表现人物转瞬即逝的性格与表情。这一时期的代表人物有威廉·康格里夫、沃尔浦尔等；代表建筑风格是洛可可，代表音乐有莫扎特的诸多作品。
起先，坎普和自然的关系与后来不尽相同。在十八世纪，有闲情雅致的人总是喜欢与自然沾边，甚至想要扑捉自然，将其重新塑造，成为人工的艺术品。而当今的坎普已经难觅自然的影子，甚至已经和自然决裂，与其格格不入。
在上述时期，坎普普遍植根于高级文化领域和艺术领域。直到十九世纪，这一趋势被打破。本来的执着的艺术追求蒙上了灰色的趣味，变得艰涩、反常。以英国为例，坎普在十九世纪游走于唯美主义间（代表人物奥斯卡·王尔德），而唯美主义的一大特点便是风气颓废。十九世纪后期，随着唯美主义旗下的视觉艺术运动的兴起，坎普迎来了另一个艺术高峰。当时提倡艺术的使命在于为人类提供感官上的愉悦，而非传递道德或情感上的信息。

作为一个美学名称，坎普风从二十世纪60年代开始逐渐为人所知，当时它也是对流行文化的反学术防卫的一部分。而在80年代，坎普则因艺术和文化中的后现代主义被广泛接受而成为美学的普遍视角之一。其实，原先这种特殊趣味的倡导者大多数来自同性恋人群。尽管不应该将坎普与同性恋之间划等号，但无疑这两者之间存在着特殊的契合。并非所有的同性恋者都推崇坎普风格，但总的说来，同性恋者构成了坎普的先锋。他们不去纠结自身与社会的矛盾，关注坎普风格的艺术鉴赏。坎普恰好充当了调剂的角色，它中和了负面激进的道德立场，提倡游戏精神。当然坎普不局限于同性恋文化。坎普提倡的把生活看做戏剧的理念，给了同性恋者一定的庇护，也契合他们的社会处境，因而显得十分得当。
在美国，Thomas Hine认为，1954-64是全国坎普最为风靡的时代；在英国，坎普则被用来形容女性化的男同性恋者，尤其是那些极力炫耀自己同性恋者身份的人；在澳大利亚，著名的歌剧导演Barrie Kosky擅长于使用坎普的手法再现西方经典，同时有效地讥讽了澳大利亚郊区中产阶层人们的自负做作与文化空虚；在欧洲，坎普的技巧被歌唱比赛的选手用来赢取更多投票，在这个本该以演唱技巧为评判标准的真人秀中，选手们更倾向于挖空心思在其他方向做出夺人眼球的举动。

## 坎普的特点
坎普强调风格以至于可以忽略内容。“坎普是在引号里理解文化” 。坎普以内容为代价来衬托作者的风格和作者创作时的感性因素。重视视觉效果及装饰效果的艺术形式，例如服饰、家具，是坎普风格的重要组成部分。坎普在努力营造单调的内容与吸引人的形式之间的鲜明对比。因此有时，一种艺术形式可以整个地归类于坎普，例如歌剧、电影等。坎普风格的作品通常是一种表达，对作者人生观、世界观、价值观的表达。这种风格狂热于以夸张来表现自己的思想，这种夸张是让事物脱离于自己本身性质的夸张。这种坎普风格的创作在现代社会中有许多体现，例如冰屋样式的旅店、刻画着蛇形状的灯具。一个著名的例子就是赫克特·基玛在十九世纪九十年代曾把巴黎地铁的入口设计成铁柱兰花柄的形状。
坎普也同样热衷于是表现有与自身性别不相符特质的人物形象。其中以男性化的女子或女性化的男子为重要标志。新艺术在招贴画、灯具上纤弱人体的描绘、拉斐尔前派作品中描绘的缺乏性感的人体形象，格丽泰·嘉宝充分的女性魅力背后的那份男性慵懒的气质。新艺术的这一系列形象展现了坎普的热衷，展现了人与其异于其本质的特质的融合。这种融合将表面看起来截然相反的两种特质统一结合,在同一个人身上体现。有代表性的电影明星有：维克多·马修尔，弗吉尼亚·梅约、简纳·曼斯菲尔德、吉娜·洛罗布里基达、简·拉萨尔等。
坎普的初衷是严肃的，但任何蓄意追求坎普的行为反而会无法真正达成坎普的风格。“坎普倾向于反应一种主观的过程”。 “第四十二街”、“一九三三年的淘金者”这些在三十年代早期巴斯比·贝克利为华纳兄弟影业公司音乐剧设计的数字标题，都是以严肃和认真为初衷的，并不是以逗乐为目的的。诺尔·柯沃德以情节荒诞出名的剧作，也是在作者严肃的创作态度下形成的。相反的，刻意去追随坎普会适得其反的。坎普的经典电影如《电影风波》和《马耳他之鹰》之所以成为坎普的经典电影，是因为作者在创作时并没有把坎普当做创作的目标。但同时一些自称有坎普风格的电影，例如《前夜》和《难倒魔鬼》，作者将坎普作为目标，使用过度的技术上的处理，反而使作品丧失了坎普的特点。因此，无意而为是坎普的精髓。当人们以坎普为目标而创作有坎普风格的东西的时候，他们反而离坎普越来越远。如《救生船》中梅·韦斯特、比·利莉的表演以及贝蒂·戴维斯在《前夜》中的情形。
铺张也是坎普的一大特点。例如，卡罗·克里维利的绘画，他在画中缀上了真正的珠宝，与砖石结构相得益彰，同时他又画有栩栩如生的昆虫和裂缝。这种铺张和宏大不仅体现在坎普的作品的风格上，也体现在作品的主旨，或者是创作者的意图上。例如高迪在巴塞罗那的绚丽的建筑之所以为坎普建筑，不仅因为它外表的宏大，更因为它代表了宏大的教堂创造者的意向。
坎普同时也意味着尝试不同的事。不同的事更多的是指不平凡的、对人有诱惑力的事。里普利《信不信由你》中的两个脑袋的公鸡、十字架形状的茄子等形象的创作，因其本就是基于现实而没有创作性和创新性，而不能归类于坎普。同时，电影《在海边》和小说《丧钟为谁而鸣》由于其想象的成分不充足，也不能作为坎普。但作品例如《浪子》、《参孙与大利拉》等虽然在写作和技巧上略显不够精雕细琢，但在想象上更为创新，所以可以归入坎普之列。

## 坎普在不同领域中的表现

### 电影电视
二十世纪六十年代早期，电视机由黑白向彩色的转变，使得电视节目开始向突出色彩、追求时尚的方向发展。其中虽不乏一些刻意取悦观众的节目，但仍有许多优秀的坎普风格作品。如BBC第四频道的电视节目《Eurotrash》 ，便通过模仿地区口音、夸大地区特性的方法，戳穿被访者严肃庄重的伪装，挖掘节目的内在笑点，成为坎普风的一次成功运用。
而电影方面，随着坎普风格的电视节目大量改编成电影，坎普风更是逐渐成为电影常用的手段。有些电影本意严肃，却因在不经意间流露出坎普的气质，成为坎普风电影的经典代表作。如《Valley of the Dolls, Burlesque, Showgirls》和《Mommie Dearest》，几部影片中主角过分夸张的表演让原本严肃的主题增添了许多乐趣。而有些电影即为坎普而生，如英国的《Carry On》系列，即用夸张的手法表现社会现象。

### 音乐表演
Dusty Springfield，罗文，泽田研二，David Bowie，玛丹娜，佐治童子，达明一派，梅艳芳，X-Japan，王菲等是坎普风歌手的典型代表。他们以浓重的妆容、出位的装扮以及情感丰沛的演唱风格，成为坎普风的标志，同时也在同性恋人群中赢得了很高的人气。而进入二十一世纪，乐坛坎普风依旧不减，二手玫瑰，Lady Gaga，华晨宇在流行音乐中以华丽且特立独行的形象知名，并贯彻在自己的日常穿着与表演融入到音乐录像带中，成为坎普风的又一个标志。而近期迅速走红网络的韩国歌手Psy浮夸的表演也被认为是坎普风的承续。

### 服装业
坎普风在时装上的应用十分广泛。它似乎很东方，造型中包括层层叠叠图案异常丰富，有大片的花纹或局部的印花，而人物的妆容甚至会有点“艺妓”的感觉。对它嗤之以鼻的人们，会认为这是种混搭出来的高级乞丐裝，是由一堆元素堆砌出来的华丽浮夸。但是，这都不能阻止坎普风在各个大牌中蔓延。
2011年大牌以坎普之名牵起华丽浮夸风，设计师Marc Jacobs在谈到LV新作的创作灵感时就这样说：“坎普品味只会在富裕的社会、良好教养的环境以及了解富人生活圈子的思维中产生。”因此LV与以往表达的优雅成熟女性气质迥然不同，呈现出颓靡、精致的华丽风格，在巴黎春夏时装周上更以裸身彩绘斑马纹引人注目，一身夺目色彩与闪烁材质的时装，手持蕾丝折扇与华丽手包身处耀眼夺目的上世纪70年代的模特，营造出令人神魂颠倒的独特影像。

## 坎普的影响
作为一种对传统文化的挑战，当一小部分人嘲弄占主导地位人群的形象的时候，坎普也被赋予了政治的意义。直接的例子就是多元文化主义和新左派的思想。最典型的例子则是同性恋解放运动。该运动用坎普对抗现代社会。《来自坎普的男人》是第一部正面描写同性恋的作品。在作品中，同性恋提倡者虽然柔软却身体强壮。有坎普风格的女性演员，像朱迪·加兰、梅·蕙丝等，对女权意识的发展有重要影响。通过对一些老套的女性特征的夸张，例如脆弱、易被感动和忧郁，她们尝试着去削弱这些先入之见的可靠性。
坎普通过技术上、文体上现代却又过时的方法，重新定义文化的意义。一些事物可能因为曾经流行而现在不了而成为坎普。跟迎合低级趣味的作品不同，坎普用讽刺的方式阐释社会文化，然而低级趣味的作品却是极其真诚的。那些将事物定义成坎普的人是为了纪念“可以在不显著的事物中发现意外的价值”的过程。
坎普的反讽效果是充满问题的。在这个范围内，重新定义文化的渠道通常是被上层阶级和中层阶级运用的。这些人能“承担将物质富裕的生活重新定义成精神贫困生活的工作”坎普风的表演能通过将偏见用讽刺遮盖使这些偏见成为永恒。一些女权主义的批评家认为穿着女人衣服的男演员是厌恶女人的，因为这些男演员让女人看起来很可笑并且让那些有害的偏见成为永恒的。还有一些批评人文坎普的喜剧演员像拉里格莱森等将对同性恋的偏见变成了永久的。这种在文化中的不平等地位让低层阶级不能对文化进行任何重新定义，因此，低层阶级被降低到了一个静止的地位，在这个地位中，低层的人只有拥有了财富才能得到地位的提升。

## 补充书目
- 科尔·菲利普 (1984/1994). 《坎普, 阐述真相的谎言》.伦敦:不莱塞斯出版社 ISBN 0-85965-044-8
- 巴德伐·吉拉德 (2008). 《辛普森的教育意义：现代视觉媒体的代表性》.LGBT5(3), 57–73.
- 巴德伐·吉拉德(2000). 《普利西亚的斗争：坎普亚文化群的政治化》信息咨询杂志 24(2), 216–243.
- 迈耶·摩尔. 1994. 《坎普政治与史学》.劳特里奇. ISBN 978-0-415-08248-8.
- 苏珊·桑塔格 (1964). "坎普笔记" . ISBN 0-312-28086-6.